# Coppa Italo-Inglese Semiprofessionisti
La Coppa Italo-Inglese Semiprofessionisti (in inglese Anglo-Italian Semiprofessional Tournament) fu una competizione calcistica organizzata congiuntamente dalle federazioni di Inghilterra e Italia tra squadre semiprofessionistiche, come complemento al torneo Anglo-Italiano.
Istituito nel 1975, vedeva di fronte i vincitori della Coppa Italia Semiprofessionisti (oggi Coppa Italia Serie C) e della Football Conference inglese (oggi National League), primo livello non completamente professionistico.
Il torneo ebbe solo due edizioni, quella inaugurale del 1975 e una seconda e ultima un anno dopo, e non fu più riproposto.

## Storia
La prima edizione si disputò tra il 24 settembre e l'8 ottobre 1975 e vide di fronte gli inglesi del Wycombe — club che proprio quell'anno dovette passare al semiprofessionismo avendo la federazione inglese abolito un anno prima la distinzione tra calcio professionistico e dilettantico — campioni uscenti della Isthmian League 1974-75, e il Monza, vincitore della Coppa Italia semipro 1974-75.
All'andata al "Sada" i brianzoli vinsero 1-0 con un goal di Peressin, mentre al ritorno gli inglesi ribaltarono il risultato con due reti nel primo tempo di Delaney, capitano della squadra, ed Evans.
L'anno successivo si incontrarono, invece, il Lecce vincitore di Coppa Italia semipro 1975-76 e lo Scarborough, formazione del North Yorkshire e campione del Football Association Challenge Trophy, la neo istituita Coppa d'Inghilterra per semiprofessionisti; all'andata a Scarborough, il 24 settembre 1976, la squadra di casa vinse 1-0 con un goal di Harry A. Dunn; al ritorno quattordici giorni dopo il Lecce impiegò tre quarti di partita per riportare in parità la competizione, grazie a un autogoal di Deere al 66'; permanendo la parità al 90' si ricorse ai tempi supplementari in cui il centravanti, e miglior marcatore della passata stagione, Gaetano Montenegro, vinse praticamente da solo marcando tre goal al 101', 113' e 115' e assicurando quindi la vittoria per 4-0 e la coppa alla squadra italiana.

## Edizioni

### Edizione 1975
| Arbitro: | Fernando Lazzaroni |

|              |           |  |
| Peressin 19’ | Marcatori |  |

| Arbitro: | J. Homewood |

|                       |           |  |
| Delaney 17’ Evans 26’ | Marcatori |  |

### Edizione 1976
| Arbitro: | George Courtney |

|               |           |  |
| H.A. Dunn 13’ | Marcatori |  |

| Arbitro: | Riccardo Lattanzi |

|                                              |           |  |
| Deere 66’ (aut.) Montenegro 101’, 113’, 115’ | Marcatori |  |